# 34379 Slettnes
34379 Slettnes este o planetă minoră (asteroid) din centura de asteroizi. A fost descoperită pe 5 septembrie 2000 la Experimental Test Site⁠(d) de Lincoln Near-Earth Asteroid Research. 
Obiectul prezintă o orbită caracterizată de o semiaxă mare de 2,7502594 UAi, o excentricitate de 0,13, o înclinație de 8,3721 ° în raport cu ecliptica.